# Україна на пісенному конкурсі Євробачення 2007
Україна обрала свого представника на Євробачення 2007 за допомогою національного відбору, який відбувся 9 березня 2007 року. Українська телекомпанія оголосила про те, що вибір був відкритий, і всі виконавці, які хотіли взяти участь, мали право позмагатися за путівку до Гельсінки. необхідно надіслати в формі заявки. Національна телекомпанія України обрала вісім пісень і виконавців. Вєрка Сердючка перемогла у нацвідборі.
Отже, Україна зайняла друге місце на пісенному конкурсі 2007, набравши 235 балів.

## Результати Національного відбору
Фінал відбувся 9 березня 2007 року. Його проводив UA: Перший.
| № | Співак           | Пісня                  | Бали | Місце |
| - | ---------------- | ---------------------- | ---- | ----- |
| 1 | GODO             | «Stolen Rain»          | 3    | 7     |
| 2 | Євгенія Власова  | «I Will Be (Ya budu)»  | 12   | 2     |
| 3 | Олена Гребенюк   | «Zla bolshe net»       | 7    | 4     |
| 4 | Вєрка Сердючка   | «Dancing Lasha Tumbai» | 14   | 1     |
| 5 | НеАнгели         | «Ya znayu, eto ty»     | 6    | 5     |
| 6 | Василь Бондарчук | «Serebrom»             | 9    | 6     |
| 7 | Авіатор          | «Angely»               | 6    | 6     |

## На Євробаченні
| 12 балів                                         | 10 балів                                        | 8 балів                                                              | 7 балів                                                  | 6 балів                           |
| ------------------------------------------------ | ----------------------------------------------- | -------------------------------------------------------------------- | -------------------------------------------------------- | --------------------------------- |
| - Андорра - Чехія - Латвія - Польща - Португалія | - Білорусь - Грузія - Ізраїль                   | - Естонія - Ірландія - Литва - Росія - Велика Британія               | - Греція - Молдова - Іспанія                             | - Вірменія - Фінляндія - Ісландія |
| 5 балів                                          | 4 бали                                          | 3 бали                                                               | 2 бали                                                   | 1 бал                             |
| - Боснія і Герцеговина - Хорватія - Німеччина    | - Австрія - Кіпр - Франція - Румунія - Словенія | - Болгарія - Данія - Угорщина - Мальта - Сербія - Швеція - Туреччина | - Північна Македонія - Чорногорія - Норвегія - Швейцарія | - Бельгія - Нідерланди            |

## Бали нагороджені Україною
| 12 балів | Білорусь  |
| 10 балів | Грузія    |
| 8 балів  | Сербія    |
| 7 балів  | Словенія  |
| 6 балів  | Молдова   |
| 5 балів  | Польща    |
| 4 бали   | Угорщина  |
| 3 бали   | Латвія    |
| 2 бали   | Болгарія  |
| 1 бал    | Туреччина |

| 12 балів | Білорусь  |
| 10 балів | Росія     |
| 8 балів  | Грузія    |
| 7 балів  | Молдова   |
| 6 балів  | Сербія    |
| 5 балів  | Вірменія  |
| 4 бали   | Словенія  |
| 3 бали   | Болгарія  |
| 2 бали   | Румунія   |
| 1 бал    | Туреччина |

## Скандал

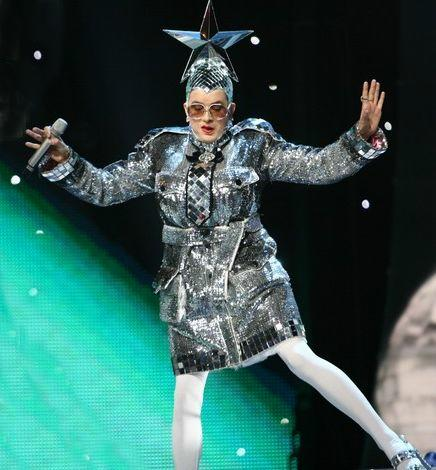
Андрій Данилко в образі Вєрки Сердючки

Після оголошення результатів, Вєрка Сердючка зайняла 2 місце. І одразу після цього у пісні з назвою «Dansing Lasha Tumbai» частина людей почула фразу: «I want you to see — Russia goodbye!» (Я хочу тебе бачити — Росія до побачення!). І це викликало вкрай негативну реакцію на пісню з російської сторони. І улюблениця багатьох в Росії, Вєрка Сердючка, випадково опинилася ізгоєм в країні, яка ще кілька місяців тому вважала українську «провідницю» своєї народною співачкою. Сам Андрій Данилко спростовував цю інформацію і зазначав, що «Лаша тумбай» це лише словосполучення монгольською мовою. Після перемоги Джамали у 2016 році він знову прокоментував цей прецедент:
|  | По-перше, це був перший прецедент, коли був скандал такого масштабу. Минуло вже 10 років, але про це до сих пір пам'ятають. Це люди, які мають вагу. Їх розлютило те, що Сердючка мала фантастичний успіх, тому і придумали «Рашу гудбай», яка співзвучна «Лаша тумбай». Все це було подано російській публіці так, що я плюнув в обличчя Росії.... Я дуже добре ставлюся до російської групи «Serebro», яка тоді виступала від Росії на Євробаченні. До цих дівчаток все це не має ніякого відношення. Але як я розумію, це була прем'єра і презентація групи на Євробаченні, і «Срібло» готували на «срібне місце». В результаті з'явилася б гарна легенда. Але я просто перейшов дорогу, і сам зайняв це місце. Це розлютило тодішнє керівництво деяких російських каналів і продюсерів цієї групи. Я розумію їх злість.» |